# ParaDOX
ParaDOX là album thứ hai của Aikawa Nanase. Album này đã từng vị trí quán quân suốt 21 tuần trong bảng xếp hạng của Oricon. ParaDOX được phát hành từ ngày 2 tháng 7 năm 1997. Có tất cả 1.434.960 bản đã được bán ra.

## Danh sách track
Album này gồm các track sau:
1. CAT on the Street
2. Tenshi no Youni Odorasete (天使のように踊らせて)
3. Troublemaker (trouble mix) (トラブルメイカー)
4. Akeru Koto no Nai Yoru, Shizumu Koto no Nai Taiyou (明けることのない夜　沈むことのない太陽)
5. Tori ni Naretara (鳥になれたら)
6. a piece of memory
7. Koigokoro (恋心)
8. Konna ni Aishite mo (water version) (こんなに愛しても)
9. Love merry-go-round
10. Sweet Emotion (S.V. mix)
11. Two of us